# Cnemotriccus fuscatus
A barnított légykapó a madarak (Aves) osztályának a verébalakúak (Passeriformes) rendjébe és a királygébicsfélék (Tyrannidae) családjába tartozó Cnemotriccus nem egyetlen faja.

## Előfordulása
Argentína, Bolívia, Brazília, Kolumbia, Francia Guyana, Guyana, Paraguay, Ecuador, Peru, Suriname, Trinidad és Tobago, valamint Venezuela területén honos. Sűrű és ritkás erdők lakója.

## Alfajai
- Cnemotriccus fuscatus beniensis
- Cnemotriccus fuscatus bimaculatus
- Cnemotriccus fuscatus cabanisi
- Cnemotriccus fuscatus duidae
- Cnemotriccus fuscatus fumosus
- Cnemotriccus fuscatus fuscatior
- Cnemotriccus fuscatus fuscatus

## Megjelenése
Testhossza 14,5 centiméter, testtömege 12 gramm.